# امدی ریبورن
آمدی ریبورن (به انگلیسی: Amedee Reyburn) (زادهٔ ۲۵ مارس ۱۸۸۹) شناگر اهل ایالات متحده آمریکا است.